# Ipomoea turbinata

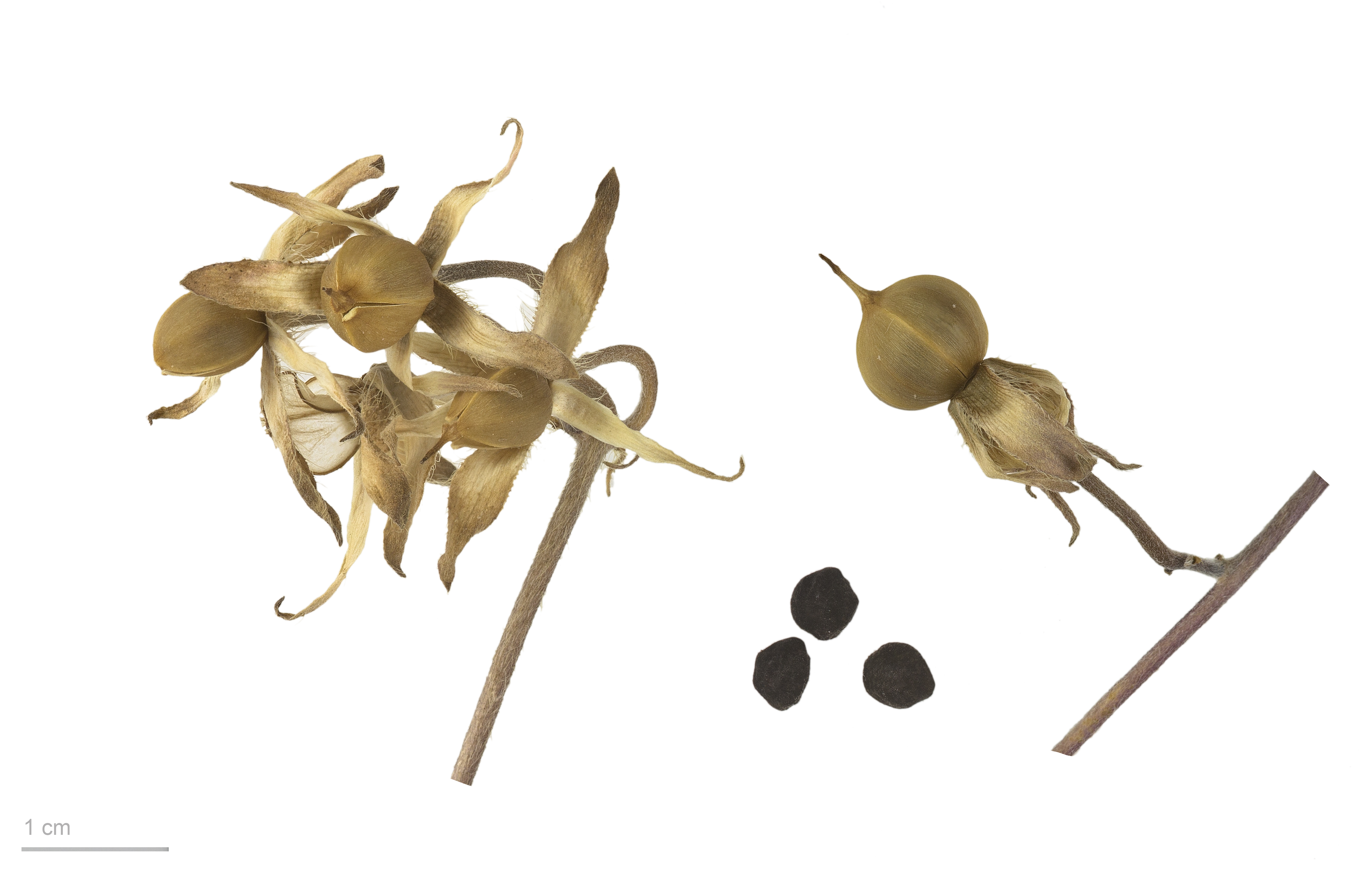
Ipomoea muricata

Ipomoea turbinata är en vindeväxtart som beskrevs av Mariano Lagasca y Segura. Ipomoea turbinata ingår i släktet praktvindor, och familjen vindeväxter. Inga underarter finns listade i Catalogue of Life.